# Pentatló modern als Jocs Olímpics d'estiu de 1964
Als Jocs Olímpics d'Estiu de 1964 celebrats a la ciutat de Tòquio (Japó) es disputaren dues proves de pentatló modern en categoria masculina. Les proves es realitzaren entre els dies 11 i 15 d'octubre de 1964.
Aquest esport combina proves de tir (competició de tir de 10 metres de distància), esgrima (competició d'espasa), natació (200 metres lliures), hípica (concurs de salts d'obstacles) i cros.

## Resum de medalles
| Prova                      | Or                                                         | Argent                                                 | Bronze                                        |
| Pentatló modern individual | Ferenc Török                                               | Igor Novikov                                           | Albert Mokeev                                 |
| Pentatló modern per equips | Unió SovièticaAlbert Mokeev · Igor Novikov · Viktor Mineev | Estats UnitsJames Moore · David Kirkwood · Paul Pesthy | Hongria Ferenc Török · Imre Nagy · Ottó Török |

## Medaller
| Posició | País           | Or | Argent | Bronze | Total |
| 1       | Unió Soviètica | 1  | 1      | 1      | 3     |
| 2       | Hongria        | 1  | 0      | 1      | 2     |
| 3       | Estats Units   | 0  | 1      | 0      | 1     |